# 1958 في رومانيا
فيما يلي قوائم الأحداث التي وقعت خلال عام 1958 في رومانيا.

## سياسة

### تعيين في المنصب
- 11 يناير – أيون جورجي مورير رئيس رومانيا [الإنجليزية]‏.

### انتهاء فترة المنصب
- 7 يناير – بيترو جروزا رئيس رومانيا [الإنجليزية]‏.

## مواليد

### فبراير
- 2 فبراير – جورج غريغوري

### يونيو
- 22 يونيو – روديون كاماتارو لاعب كرة قدم روماني.[1]
- 25 يونيو – جيورجي بيكالي رجل أعمال روماني.[2]

### يوليو
- 14 يوليو – ميرتشا جيوانا سياسي روماني.[3]

## وفيات

### يناير
- 7 يناير – بيترو جروزا (مواليد 1884) سياسي روماني.[4]